# Трогон гірський
Трогон гірський (Trogon mexicanus) — вид птахів родини трогонових (Trogonidae).

## Поширення
Вид поширений у високогірних районах Мексики, Гватемали та Гондурасу. Хоча раніше він був записаний як житель Сальвадору, територія, де він був знайдений, була передана Гондурасу в 1992 році, і тепер він трапляється в Сальвадорі лише як бродяжний випадковий птах. Спостерігався також у Нікарагуа, хоча походження цих птахів невідоме. Орнітологічна колекція у коледжі Вассар містить гірського трогона, який нібито був застрелений у Техасі, але вид не входить до списку прийнятих птахів Північної Америки. Населяє соснові або сосново-дубові ліси та хмарний ліс на висоті 910 до 3050 м над рівнем моря.

## Опис
Довжина тіла 29-30 см, вага 69 г. Голова, спина і горло самця зелені, живіт червоний, а відділений від горла білим «коміром». Голова і горло самиці темно-коричневі.